# Invisible Touch
Invisible Touch trinaesti je studijski album britanskog sastava Genesis. 

## Popis pjesama
1. "Invisible Touch" – 3:29
2. "Tonight, Tonight, Tonight" – 8:53
3. "Land of Confusion" – 4:47
4. "In Too Deep" – 5:02
5. "Anything She Does" – 4:20
6. "Domino" – 10:45
7. "Throwing It All Away" – 3:51
8. "The Brazilian" (instrumental) – 4:50

## Izvođači
- Phil Collins - vokal, bubnjevi, udaraljke
- Tony Banks - klavijature
- Mike Rutherford - gitara, bas-gitara